# أريكيميس
أريكيميس هي بلدية في البرازيل، تتبع روندونيا، بلغ عدد سكانها 105٬896  نسمة، في 2016، تبلغ مساحتها 4٬426٫558 كيلومتر مربع.

## أعلام
- أليكس فيراري
- فابيو ألفيس